# Robert Koch
Heinrich Hermann Robert Koch (Clausthal, 11 de dezembro de 1843 – Baden-Baden, 27 de maio de 1910) foi um médico, patologista e bacteriologista alemão. Foi um dos fundadores da microbiologia e um dos principais responsáveis pela actual compreensão da epidemiologia das doenças transmissíveis.
As suas principais contribuições para a ciência médica incluem a descoberta e a descrição do agente do carbúnculo e do seu ciclo, a etiologia da infecção traumática, os métodos de fixação e de coloração de bactérias para estudo no microscópio, com respectiva identificação e classificação; e a descoberta, em 1882, do bacilo da tuberculose (i.e. Myobacterium tuberculosis, também denominado de bacilo de Koch) e sua responsabilização etiológica. O seu primeiro artigo sobre essa descoberta contém a primeira declaração do que veio a ser conhecido pelos postulados de Koch.
Em 1883, ele descobriu — ou redescobriu, segundo alguns autores — o Vibrio cholerae. Sendo contemplado com o Nobel de Fisiologia ou Medicina de 1905.

## Biografia
Robert Koch nasceu em Clausthal, nas Montanhas Altas de Harz, na Alemanha. Era o terceiro de treze irmãos. Filho de Mathilde (1818–1871) e Hermann Koch (1814–1877) um engenheiro de mineração.

### Formação
Cursou o ensino secundário numa escola local, onde mostrou interesse em biologia e, como seu pai, um forte ímpeto para viajar.
Em 1862, aos 19 anos, foi para a Universidade de Göttingen para estudar medicina, onde influenciado pela visão de seu professor de anatomia Jacob Henle, que publicou em 1840 que as doenças infecciosas eram causadas por organismos vivos, organismos parasitas. Depois de terminar o grau de médico em 1866, aos 23 anos, Koch foi para Berlim por seis meses para estudar química e lá foi influenciado por Rudolf Virchow. Em 1867 ele se estabeleceu, depois de um período como assistente no Hospital Clínico em Hamburgo, na clínica geral, primeiro em Langenhagen e logo depois, em 1869, em Rackwitz, na Província de Posen. Passou no seu exame Regional Médico. Em 1870 voluntariou-se para servir na guerra Franco-Prussiana e de 1872 a 1880 foi médico de Wolsztyn (antes de 1945 Wollstein), onde conduziu suas pesquisas, as quais o colocaram em primeiro lugar no ranking de trabalhos científicos, do século XIX.

### Investigação sobre o carbúnculo

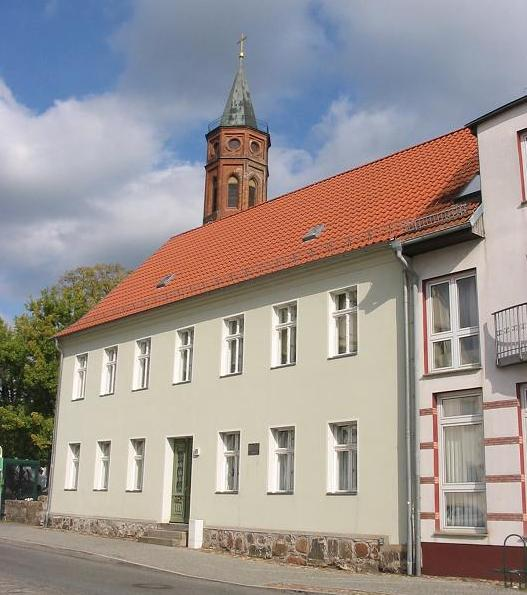
Casa em que Robert Koch viveu no período 1868-1869.

O antraz era, na época, comum entre os animais das fazendas da região de Wolsztyn (ao tempo Wollstein). Koch, apesar de não ter equipamentos científicos e de estar afastado inteiramente de bibliotecas e contato com outros trabalhos científicos, embarcou num estudo sobre esta doença. O laboratório dele era um apartamento de quatro salas que era a sua casa, e seus equipamentos, além do microscópio que lhe foi dado pela sua mulher, foi ele mesmo quem providenciou. Mais cedo o Bacillus anthracis tinha sido descoberto por Aloys Pollender, Pierre Rayer, e Casimir Davaine, e Koch se determinou a provar cientificamente que este bacilo é, de fato, a causa da doença. Após extrair a bactéria do fígado de uma ovelha infectada, ele a cultivou e injetou em ratos, que desenvolveram a doença.  Isso confirmou o trabalho de outros que mostrava que a doença pode ser transmitida pelo sangue de animais infectados pelo bacilo.
Mas isto não satisfez Koch, ele também queria saber se o B. anthracis que nunca tinha entrado em contato com nenhum tipo de animal podia causar doença. Para resolver este problema ele obteve culturas puras de bacilos, cultivando-os em humor aquoso do olho de boi. Estudando, desenhando e fotografando estas culturas, Koch registrou a multiplicação dos bacilos e anotou que, quando as condições lhes são desfavoráveis, eles produzem dentro de si mesmos esporos arredondados os quais podem resistir às condições adversas, especialmente falta de oxigênio e que, quando as condições adequadas de vida são restauradas, os esporos dão origem aos bacilos novamente. Koch cultivou bacilos por várias gerações nestas culturas puras e mostrou que, apesar delas não terem contato com nenhum tipo de animal, eles podem assim mesmo causar antraz.
Os resultados deste trabalho foram demonstrados por Koch a Ferdinand Cohn, professor de botânica da Universidade de Breslau, que promoveu um encontro entre seus colegas para testemunharem esta demonstração, entre os quais estava Julius Friedrich Cohnheim, professor de anatomia patológica. Ambos, Cohn e Cohnheim ficaram profundamente impressionados com o trabalho de Koch e quando Cohn, em 1876, publicou o trabalho de Koch no Botanical Journal do qual ele era editor, Koch imediatamente tornou-se famoso. Ele continuou, todavia, a trabalhar em Wollstein por mais quatro anos e durante este período ele melhorou seus métodos de fixação, coloração, fotografia das bactérias e fez mais um importante trabalho no estudo de doenças nas infecções bacterianas de feridas, publicando seus resultados em 1878. Neste trabalho ele provou, como tinha feito com antraz, uma base prática e científica para o controle destas infecções.
Koch ainda estava, de qualquer modo, sem estabelecimento apropriado ou condições para o seu trabalho e não o teve até 1880, quando ele foi indicado a membro do Departamento Imperial da Saúde (Imperial Health Bureau) em Berlim e foi munido, primeiro com uma sala pequena, e depois com um laboratório melhor no qual ele pôde trabalhar com Loeffer, Gaffky e outros, tanto quanto com seus assistentes. Aqui Koch continuou a aperfeiçoar os métodos bacteriológicos que ele esteve usando em Wollstein. Inventou novos métodos para cultivar culturas puras do bacilo em meios sólidos como batata e ágar mantido num tipo especial de recipiente (placa de Petri) inventado pelo seu colega, Julius Richard Petri, o qual é amplamente usado na atualidade. Ele também desenvolveu novos métodos de coloração de bactérias os quais as deixam mais facilmente visível e ajudam a identificá-las. O resultado de todo esse trabalho foi a introdução de métodos pelos quais a bactéria patogênica pôde ser simplesmente e facilmente obtidas em culturas puras, livre de outros organismos e através dos quais elas puderam ser detectadas e identificadas. Koch também decretou as condições conhecidas como Postulados de Koch, os quais devem ser satisfeitos antes que fosse aceito que uma bactéria especifica cause uma doença em particular.

### Estudo da tuberculose

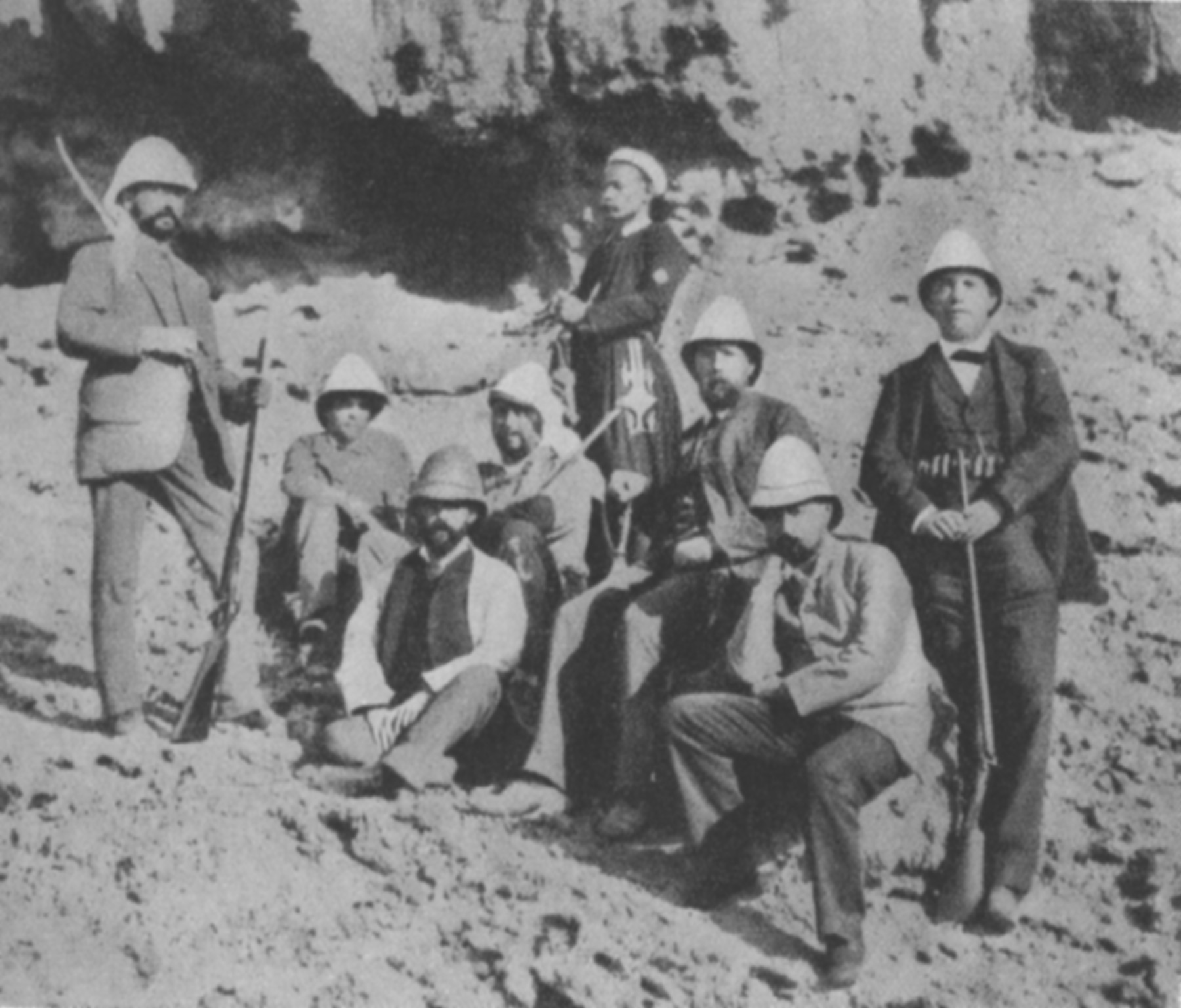
Robert Koch (terceiro, da direita para a esquerda) na expedição médica alemã ao Egito, para estudar a epidemia de cólera (1884)

Dois anos depois de sua chegada em Berlim descobriu o bacilo da tuberculose e também um método para multiplicá-lo em cultura pura. Em 1882 publicou seu clássico trabalho sobre esses bacilos. Ele ainda estava ocupado com o trabalho sobre a tuberculose quando foi enviado, em 1883, para o Egito como líder da Comissão Alemã da Cólera para investigar o aparecimento da cólera naquele país, e foi lá que descobriu o vibrião, que causa a cólera. Levou culturas puras deste para a Alemanha. Também estudou a cólera na Índia.
Baseado no seu conhecimento sobre biologia e no modo de distribuição do vibrião colérico Koch formulou regras para o controle das epidemias as quais foram aprovadas em Dresden em 1893 e formulou a base para métodos de controle os quais são ainda usados atualmente. Seu trabalho sobre a cólera, o qual lhe rendeu um prêmio de 100 000,00 marcos alemães, também teve uma importante influência sobre os planos para a conservação de suprimentos de água.
Em 1885 Koch foi nomeado Professor de Higiene da Universidade de Berlim e diretor do recém formado Instituto de Higiene desta Universidade. Em 1890 foi nomeado general brigadeiro de I Classe e Cidadão Honorário da Cidade de Berlim. Em 1891 se tornou professor honorário da faculdade de Medicina de Berlim e diretor do novo Instituto para doenças Infecciosas.
Durante esse período Koch retornou ao seu trabalho sobre a tuberculose. Ele buscou prender a doença por meio de uma preparação, a qual ele chamou de tuberculina, feita a partir de culturas do bacilo da tuberculose. Ele fez duas preparações deste tipo e as chamou de nova e velha tuberculina respectivamente, e sua primeira comunicação sobre a velha tuberculina provocou considerável controvérsia. Infelizmente o poder de cura que Koch alegou para esta preparação estava grandemente exagerada e, por causa da esperança que ele provocou e que não foi cumprida, a opinião ficou contra isto e contra Koch. A nova tuberculina foi anunciada por Koch em 1896, e o valor de cura dela também foi um desapontamento, mas isto levou, contudo, à descoberta de substâncias de valor diagnóstico. Com a Etiologia da Tuberculose, Koch conseguiu, pela primeira vez na história, identificar um micro-organismo patogênico. Por este trabalho sobre a bactéria da tuberculose, ele recebeu o Prêmio Nobel de Medicina em 1905.

## As viagens de Koch

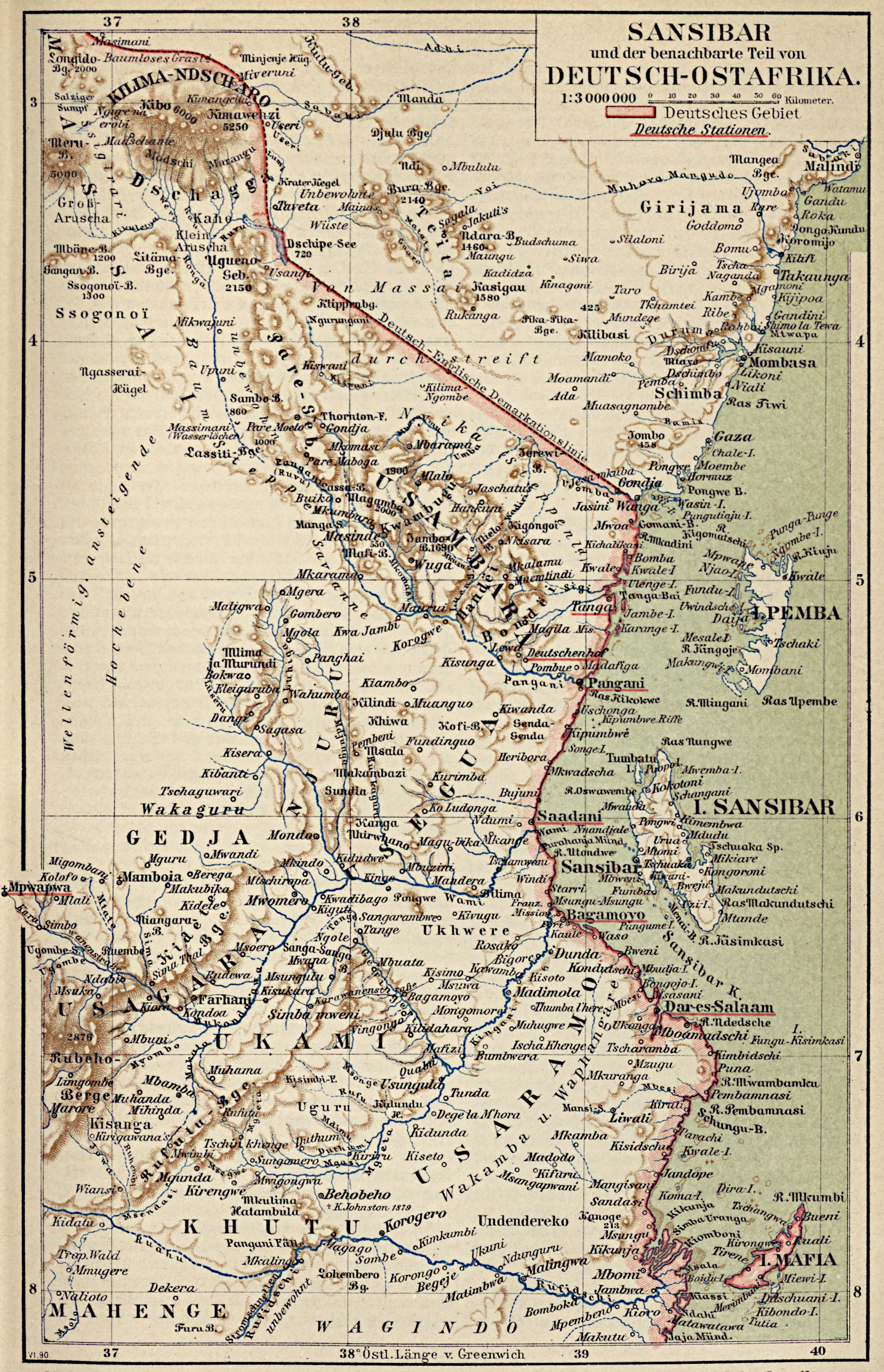
Zanzibar e a África oriental alemã (ca. 1890)

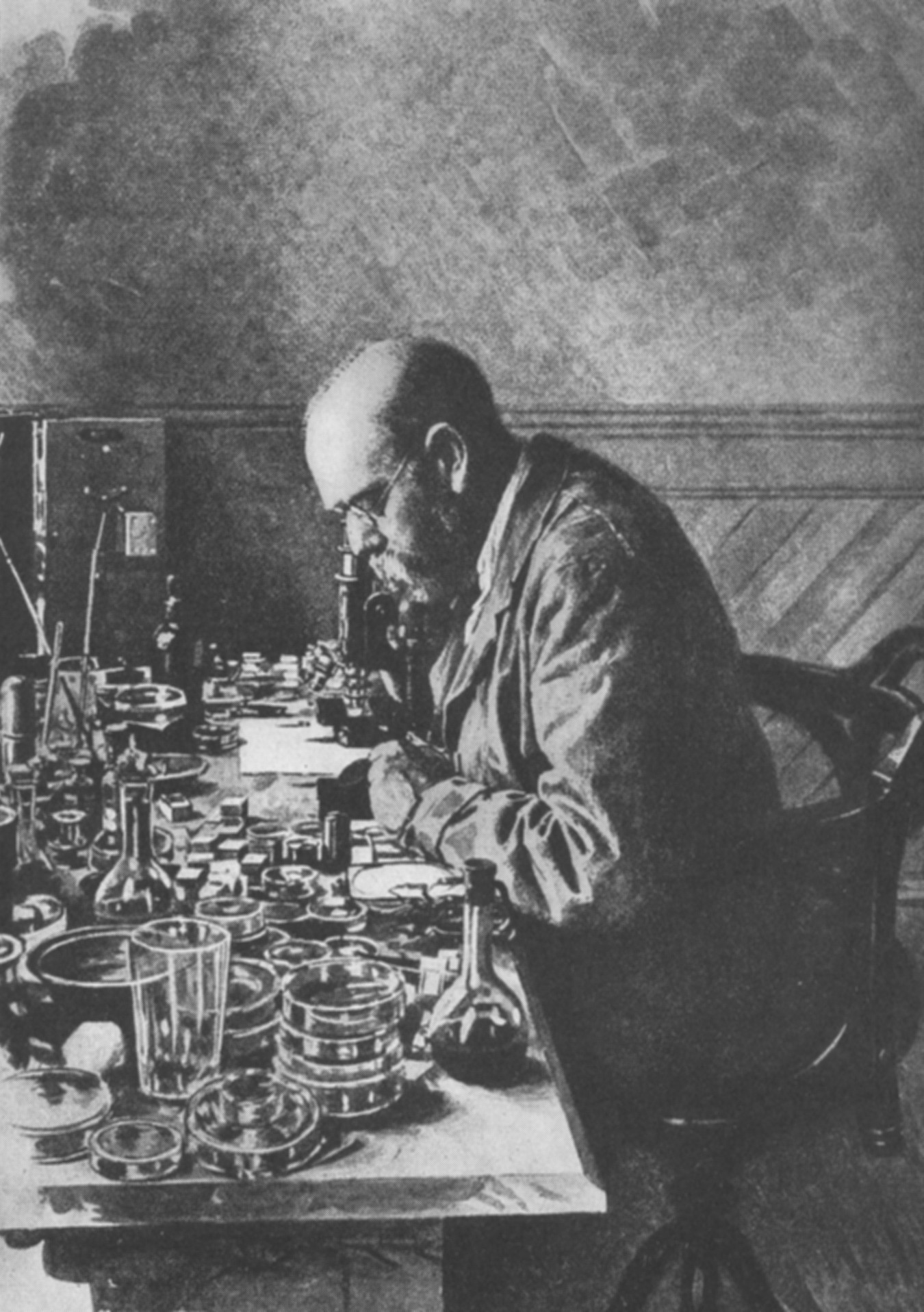
Koch em seu laboratório.

Em 1896 Koch foi para a África do Sul para estudar a origem da Peste Bovina e apesar de não identificar a causa da doença ele conseguiu limitar o aparecimento dela injetando bílis em animais de fazenda, retirada de vesícula biliar de animais infectados. A partir daí seguiram-se trabalhos na Índia e na África sobre a malária, febre da água preta (uma complicação da Malária — caracterizada por hemólise intravascular), Surra de gado e cavalos e Peste, e a publicação de suas observações sobre essas doenças em 1898. Logo depois de seu retorno para a Alemanha viajou para a Itália e para os trópicos onde ele confirmou o trabalho de Sir Ronald Ross sobre malária e fez um importante trabalho sobre a etiologia das diferentes formas de malária e seus tratamentos/controles com quinino.
Foi durante esses últimos anos de sua vida que Koch chegou a conclusão de que o bacilo que causa a tuberculose humana e bovina não são idênticos e a sua constatação sobre esse ponto de vista no Congresso Médico Internacional sobre a Tuberculose em Londres em 1901 causou muita controvérsia e oposição, mas sabe-se hoje que o ponto de vista de Koch é correto. Seu trabalho sobre o tifo levou à ideia, que era então uma ideia nova, que essa doença é transmitida muito mais facilmente de homem para homem do que através de ingestão de água, e isso levou a novas medidas de controle.
Em dezembro de 1904, Koch foi enviado para a África Oriental Alemã para estudar a febre da costa leste de gado e fez importantes observações, não somente sobre essa doença, mas também das espécies patogênicas de Babesia e Trypanosoma e sobre espiroquetoses transmitidas por carrapatos, continuando seus trabalhos sobre esses microorganismos quando ele voltou para casa.
Koch recebeu prêmios e medalhas, doutorados honorários das Universidades de Heidelberg e Bolonha, cidadania honorária de Berlim, Wollstein e sua cidade natal de Clausthal e associações honorárias em sociedades culturais e academias em Berlim, Viena, Posen, Perugia, Nápoles e Nova Iorque. Ele ganhou a ordem da Coroa Alemã, a Grande Cruz da Ordem Alemã da Águia Vermelha (a primeira vez que esta distinção foi dada a um médico), e ordens da Rússia e Turquia. Por muito tempo depois de sua morte ele foi honrado postumamente com memoriais e de outras maneiras em vários países.
Em 1905 recebeu o Nobel de Fisiologia ou Medicina. Em 1906 retornou para a África Central para trabalhar no controle de tripanossomíase humana, e lá ele demonstrou que o atoxyl é tão efetivo contra essa doença quando o quinino é contra malária. Depois Koch continuou seu trabalho experimental em bacteriologia e sorologia.
Em 1866 Koch casou-se com Emmy Fraats, mãe de sua única filha, Gerttrud, nascida em 1865, que se tornou a esposa do Dr. E. Pfuhl. Em 1893 Koch casou com Hedwig Freiberg (24 Julho 1872-16 Junho 1945 (72 anos).
Fatigado pelo excesso de trabalho, morreu em 27 de maio de 1910 vítima de um ataque cardíaco.

## Imagens
|  |  |  |